# Das gemeinsame Zimmer
Das gemeinsame Zimmer ist ein polnischer Spielfilm aus dem Jahre 1960. Der Film entstand nach einem Roman von Zbigniew Unilowski. In Deutschland hatte er seine Premiere am 15. September 1969 im Programm der ARD.

## Handlung
Der Film spielt in Warschau Anfang der 1930er Jahre und beobachtet das Leben von Menschen, die in enger Gemeinschaft leben müssen. In einem Mietshaus in der Warschauer Altstadt teilen sich einige Menschen als Untermieter ein Zimmer. Diese Menschen suchen noch ihren Platz in der neuen polnischen Republik der Zwischenkriegsjahre. Teils sind sie arbeitslos, teils noch Studenten. Lucjan Salis ist ein vielversprechender Dichter. Der Jurastudent Józef steht kurz vor seiner Examensprüfung, in die er seine gesamte Zukunft gelegt hat. Als er durch die Prüfung fällt, begeht er Selbstmord. Zygmunt ist wie Lucjan ein Autor von Gedichten. Er hat jedoch bereits jegliche Hoffnung aufgegeben, dass seine Gedichte irgendwann veröffentlicht werden und er von seiner Arbeit leben kann. Dessen Bruder Mietek ist da wesentlich optimistischer gestimmt. Er hat sich ganz der linken Bewegung verschrieben und agitiert gegen das aktuelle polnische Regime. Ein Freund dieser Mieter ist Dziadzia, der sich als außergewöhnlicher Bohemien gibt, aber letztendlich auch nichts mit sich anzufangen weiß. Sie alle suchen nach dem Glück und scheitern daran. Lucjan stirbt schließlich an Tuberkulose.

## Kritiken
„Polnische Gesellschaftsanalyse, die zum Nachdenken über die Stellung des Individuums im Kollektiv anregt. Hervorragend fotografiert.“

„Genaue und liebevolle Beschreibung einer von äußerem Elend, ausschweifender Phantasie und Hoffnungslosigkeit gekennzeichneten, bohèmehaft lebenden Gruppe junger Menschen im Polen von 1919. Eine aktuelle Bedeutsamkeit ist in dem Film nicht zu erkennen, doch ist er wegen seiner künstlerischen Qualität, unter der das genaue Erfassen des Milieus hervorzuheben ist, ab 16 sehenswert.“

## Einzelne Nachweise
1. ↑  Das gemeinsame Zimmer. In: Lexikon des internationalen Films. Filmdienst, abgerufen am 1. August 2017.
2. ↑  Evangelischer Presseverband München, Kritik Nr. 400/1969